# Aartsbisdom Camagüey
Het aartsbisdom Camagüey (Latijn: Archidioecesis Camagueyensis) is een rooms-katholiek aartsbisdom met als zetel Camagüey, in Cuba. De aartsbisschop van Camagüey is metropoliet van de kerkprovincie Camagüey, waartoe ook de volgende suffragane bisdommen behoren:
- Ciego de Ávila
- Cienfuegos
- Santa Clara

## Geschiedenis
Het aartsbisdom werd opgericht op 10 december 1912, als het bisdom Camagüey, uit delen van het aartsbisdom Santiago de Cuba, en was suffragaan aan het aartsbisdom Santiago de Cuba. Op 2 februari 1996 verloor het gebied bij de oprichting van het bisdom Ciego de Ávila. Op 5 december 1998 werd het verheven tot metropolitaan aartsbisdom. 

## Parochies
Het aartsbisdom had in 2021 een oppervlakte van 18.671 km2 en telde 818.948 inwoners waarvan 63,5% rooms-katholiek was.

## Ordinarii

### Bisschoppen
- Valentín de la Asunción Zubizarreta y Unamunsaga (25 mei 1914 - 24 februari 1922)
- Enrique Pérez Serantes (24 februari 1922 - 11 december 1948)
- Carlos Riu Anglés (11 december 1948 - 10 september 1964)

### Aartsbisschoppen
- Adolfo Rodríguez Herrera (bisschop: 10 september 1964, aartsbisschop: 5 december 1998 - 10 juni 2002; hulpbisschop sinds 27 mei 1963)
  - Mario Eusebio Mestril Vega (hulpbisschop: 16 november 1991 - 2 februari 1996)
- Juan de la Caridad García Rodríguez (10 juni 2002 - 26 april 2016; hulpbisschop sinds 15 maart 1997)
- Wilfredo Pino Estévez (6 december 2016 - heden)